# 木田恵子
木田 恵子（きだ けいこ、1920年 - 2006年12月8日）は日本の精神分析者。
本名、梶原恵美子（かじわら えみこ）。旧制高女卒業後、1941年から古澤平作（日本精神分析学会初代会長）に師事し上位指導を受ける。日本精神分析学会元会員。山王教育研究所元顧問。パーカッショニスト・作曲家・編曲家の木田高介は実子。
豊富な臨床経験を元に多数の著書を残した。なかでも、「喝采症候群」（1986）ではエルンスト・クレッチマーが分類した分裂気質と躁鬱気質の間に「パラノイア気質」を置いた独自のパラノイア論を提唱した。朝日新聞の書評で「喝采症候群」をとりあげた中島梓の要望で、「名探偵は精神分析がお好き」（1991）で中島と対談している。 

## 主な著書
- 「子供の心をどうひらくか」1979 太陽出版 ISBN 978-4884690359
- 「0歳人・1歳人・2歳人」1980 太陽出版 ISBN 978-4884690403
- 「人間ごと来談簿」1981 太陽出版 ISBN 978-4884690434
- 「親たちの過誤」1984 彩古書房 ISBN 978-4915612039
- 「その時、子供はどう思うか」1985 彩古書房 ISBN 978-4915612114
- 「喝采症候群」1986 彩古書房、2006 太陽出版 ISBN 978-4884694876
- 「添うこころ」1992 太陽出版 ISBN 978-4884691004
- 「贈るこころ」1994 太陽出版 ISBN 978-4884691097
- 「こころの真相」1998 太陽出版 ISBN 978-4884691608

中島梓との対談
- 「名探偵は精神分析がお好き」1991 早川書房 ISBN 978-4152034779